# Damernas scullerfyra i rodd vid olympiska sommarspelen 1988
Damernas scullerfyra i rodd vid olympiska sommarspelen 1988 avgjordes mellan den 20 och 25 september 1988.

## Medaljörer
| Gren        | Guld                                                                   | Silver                                                                       | Brons                                                                  |
| Scullerfyra | Östtyskland Kerstin Foerster Kristina Mundt Beate Schramm Jana Sorgers | Sovjetunionen Irina Kalimbet Svetlana Mazij Inna Frolova Antonina Doumttjeva | Rumänien Anișoara Bălan Anişoara Minea Veronica Cogeanu Elisabeta Lipă |

## Resultat

### Final
| Placering | Roddare                                                                            | Land            | Tid     |
| --------- | ---------------------------------------------------------------------------------- | --------------- | ------- |
| 1         | Kerstin Foerster, Kristina Mundt, Beate Schramm och Jana Sorgers                   | Östtyskland     | 6:21,06 |
| 2         | Irina Kalimbet, Svetlana Mazij, Inna Frolova och Antonina Doumttjeva               | Sovjetunionen   | 6:23,47 |
| 3         | Anișoara Bălan, Anişoara Minea, Veronica Cogeanu och Elisabeta Lipă                | Rumänien        | 6:23,81 |
| 4         | Pavlina Christova, Galina Anachrieva, Iskra Velinova och Krasimira Totjeva         | Bulgarien       | 6:24,10 |
| 5         | Hana Krejčová, Ľubica Novotníková-Kurhajcová, Blanka Mikysková och Irena Soukupová | Tjeckoslovakien | 6:41,86 |
| 6         | Marie-Anne Vandermoere, Ann Haesebrouck, Lucia Focque och Annelies Bredael         | Danmark         | 6:43,79 |